# Mesoregione del Distretto Federale
La Mesoregione del Distretto Federale è l'unica mesoregione del Distretto Federale. Al suo interno si trova un'unica microregione, la microregione di Brasília.